# Agapanthus africanus
Agapanthus africanus är en amaryllisväxtart som först beskrevs av Carl von Linné, och fick sitt nu gällande namn av Johann Centurius von Hoffmannsegg. Agapanthus africanus ingår i släktet Agapanthus och familjen amaryllisväxter. Inga underarter finns listade i Catalogue of Life.

## Bildgalleri

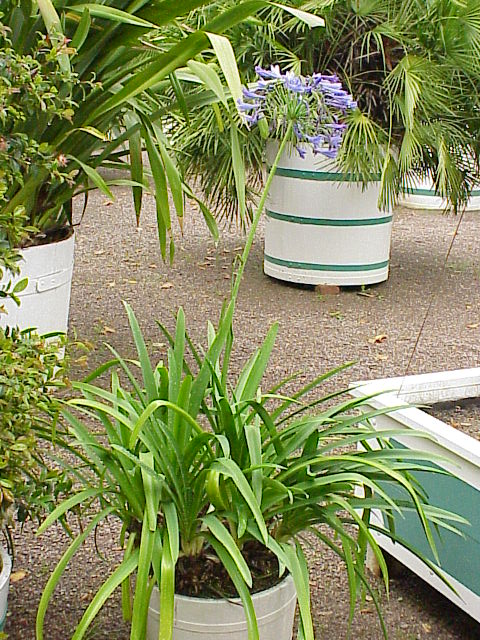
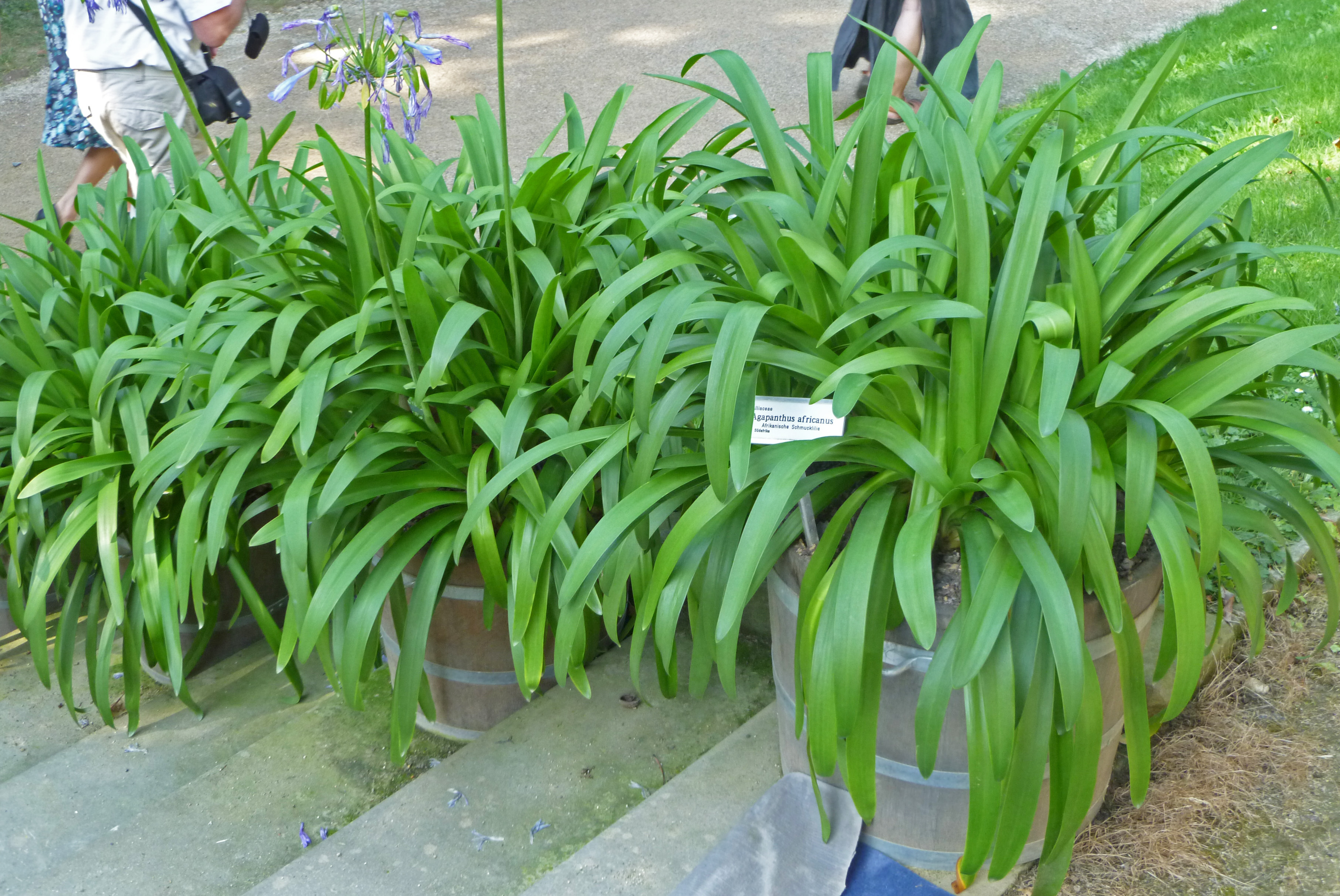
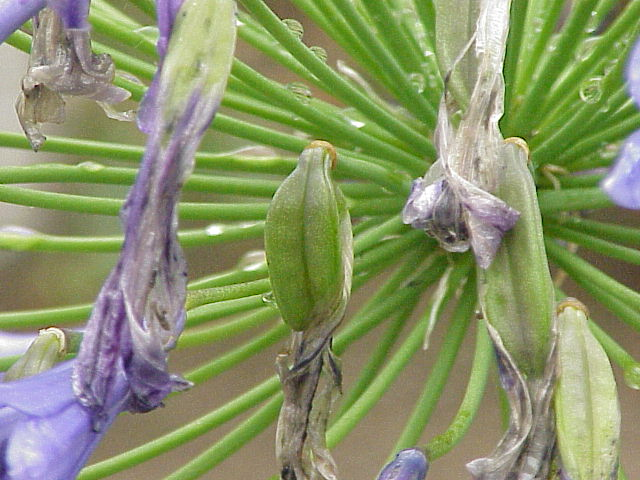
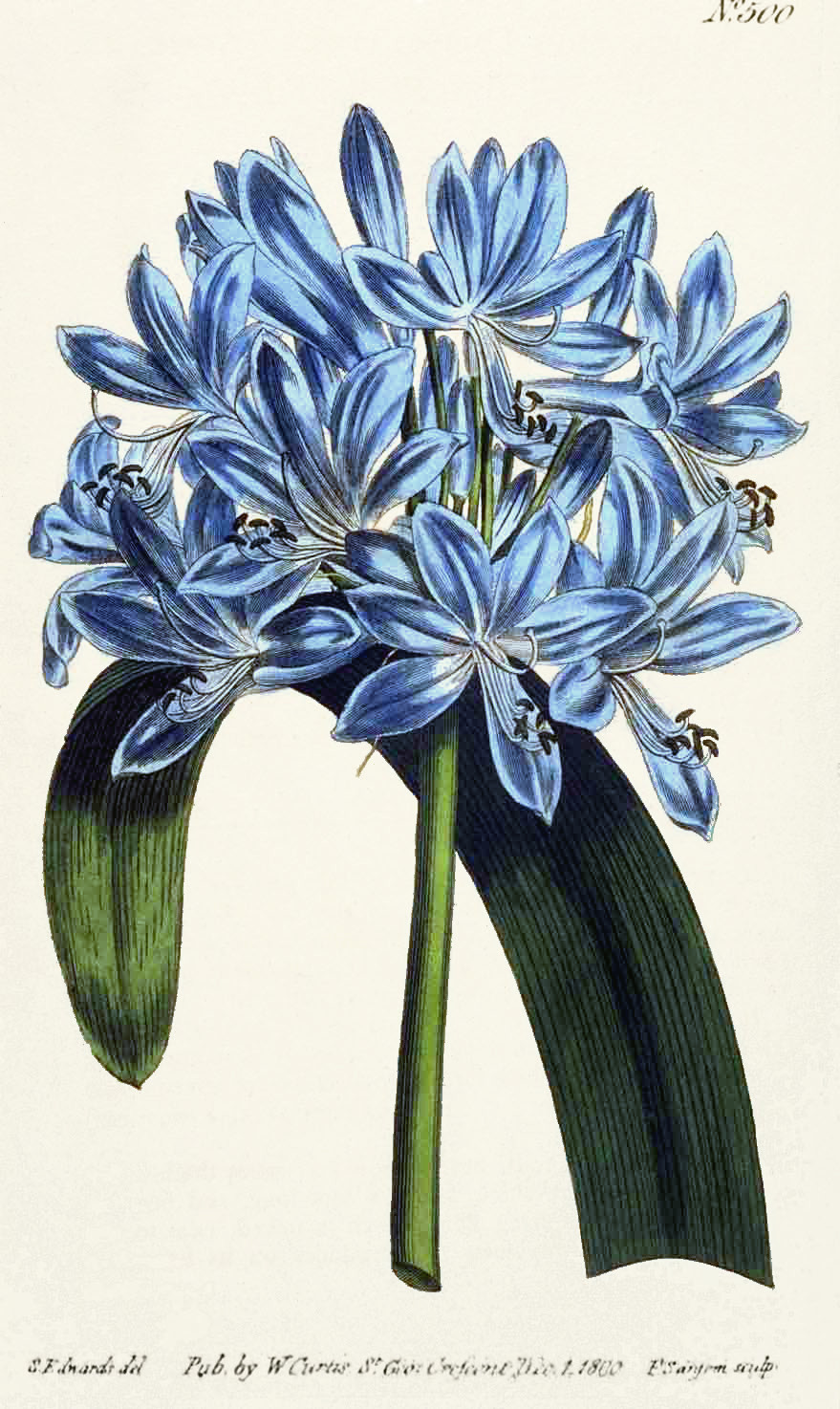
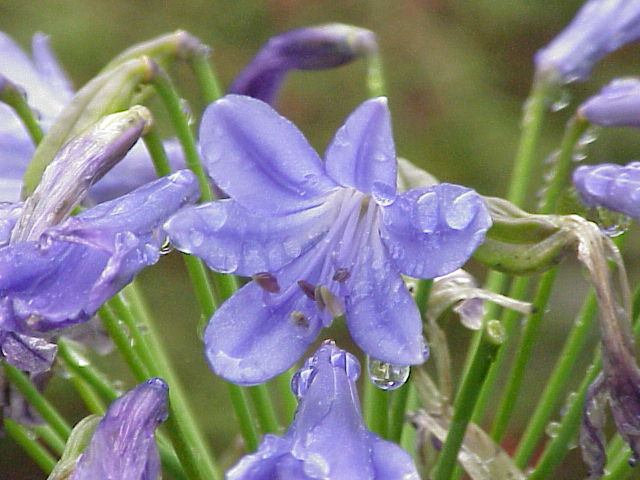
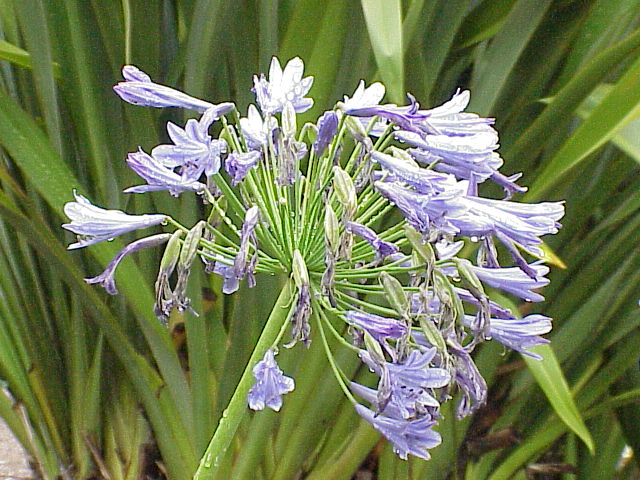